# یوهانس رودولف مولنکامپ
یوهانس رودولف مولنکامپ (به آلمانی: Johannes-Rudolf Mühlenkamp) (زاده ۹ اکتبر ۱۹۱۰، مرگ ۲۳ سپتامبر ۱۹۸۶) یک سرهنگ آلمانی در دوره رایش سوم و از ۱۲ اوت ۱۹۴۴ تا ۹ اکتبر ۱۹۴۴ فرمانده لشکر پنجم اس‌اس وایکینگ بود.